# Hugh Ker
Hugh Ker (ur. 23 czerwca 1865 w Partick, zm. 19 marca 1938 w Rye) – szkocki rugbysta, reprezentant kraju.
W latach 1887–1890 rozegrał siedem spotkań dla szkockiej reprezentacji zdobywając jedno przyłożenie, które nie miało jednak wówczas wartości punktowej.